# 舞鶴市立由良川中学校
舞鶴市立由良川中学校（まいづるしりつ ゆらがわちゅうがっこう）は、かつて京都府舞鶴市中山にあった公立中学校である。

## 概要
- 西舞鶴市街地から約11km離れた加佐地区にある、一級河川由良川や山々に囲まれた自然豊かな環境にある。
- 2011年4月、舞鶴市立岡田中学校と統合し、舞鶴市立加佐中学校となる（校舎は岡田中学校を使用）。

## 沿革
- 1947年（昭和22年）05月01日：八雲村立八雲中学校設立、由良村立・神崎村立由良中学校設立
- 1948年（昭和23年）12月03日：現在地に八雲中学校独立校舎落成
- 1949年（昭和24年）04月01日：八雲村・神崎村・由良村組合立由良川中学校として設立
- 1950年（昭和30年）04月20日：加佐町発足に伴い、加佐町由良村組合立由良川中学校に改称
- 1956年（昭和31年）09月19日：由良村が宮津市と合併したため、学校組合を解散し、加佐町立由良川中学校に改称
- 1957年（昭和32年）05月27日：加佐町が舞鶴市と合併したため、舞鶴市立由良川中学校に改称
- 1959年（昭和34年）03月01日：校歌制定
- 1959年（昭和34年）09月26日：伊勢湾台風（台風15号）により大きな被害を受ける
- 1998年（平成10年）11月29日：創立50周年記念式典挙行
- 2004年（平成16年）10月20日：台風23号により体育館が床下浸水の被害を受ける
- 2011年（平成23年）03月31日を以って閉校。翌4月1日、岡田中学校と統合し加佐中学校が開校。

## 周辺
- 由良川
- 京都丹後鉄道宮舞線東雲駅
- 京都府道571号西神崎上東線